# Llista d'asteroides/188901-189000
| Nom      | Designació provisional | Data de descobriment   | Lloc de descobriment | Descobridor/s          |
| -------- | ---------------------- | ---------------------- | -------------------- | ---------------------- |
| 188901 - | 2007 AO8               | 10 de gener de 2007    | Nyukasa              | Nyukasa                |
| 188902 - | 2007 AF14              | 9 de gener de 2007     | Mount Lemmon         | Mount Lemmon Survey    |
| 188903 - | 2007 AS17              | 15 de gener de 2007    | Anderson Mesa        | LONEOS                 |
| 188904 - | 2007 AL23              | 10 de gener de 2007    | Mount Lemmon         | Mount Lemmon Survey    |
| 188905 - | 2007 AV25              | 15 de gener de 2007    | Anderson Mesa        | LONEOS                 |
| 188906 - | 2007 AX26              | 9 de gener de 2007     | Mount Lemmon         | Mount Lemmon Survey    |
| 188907 - | 2007 BL5               | 17 de gener de 2007    | Kitt Peak            | Spacewatch             |
| 188908 - | 2007 BS8               | 16 de gener de 2007    | Anderson Mesa        | LONEOS                 |
| 188909 - | 2007 BC9               | 17 de gener de 2007    | Catalina             | CSS                    |
| 188910 - | 2007 BG10              | 17 de gener de 2007    | Kitt Peak            | Spacewatch             |
| 188911 - | 2007 BN10              | 17 de gener de 2007    | Palomar              | NEAT                   |
| 188912 - | 2007 BV14              | 17 de gener de 2007    | Kitt Peak            | Spacewatch             |
| 188913 - | 2007 BV15              | 17 de gener de 2007    | Kitt Peak            | Spacewatch             |
| 188914 - | 2007 BT18              | 17 de gener de 2007    | Palomar              | NEAT                   |
| 188915 - | 2007 BJ19              | 21 de gener de 2007    | Socorro              | LINEAR                 |
| 188916 - | 2007 BK44              | 24 de gener de 2007    | Catalina             | CSS                    |
| 188917 - | 2007 BE47              | 26 de gener de 2007    | Kitt Peak            | Spacewatch             |
| 188918 - | 2007 BH50              | 21 de gener de 2007    | Socorro              | LINEAR                 |
| 188919 - | 2007 BF53              | 24 de gener de 2007    | Kitt Peak            | Spacewatch             |
| 188920 - | 2007 BP64              | 27 de gener de 2007    | Kitt Peak            | Spacewatch             |
| 188921 - | 2007 BV66              | 27 de gener de 2007    | Mount Lemmon         | Mount Lemmon Survey    |
| 188922 - | 2007 BZ66              | 27 de gener de 2007    | Mount Lemmon         | Mount Lemmon Survey    |
| 188923 - | 2007 BC74              | 16 de gener de 2007    | Anderson Mesa        | LONEOS                 |
| 188924 - | 2007 BL75              | 29 de gener de 2007    | Kitt Peak            | Spacewatch             |
| 188925 - | 2007 BM76              | 16 de gener de 2007    | Catalina             | CSS                    |
| 188926 - | 2007 CF1               | 6 de febrer de 2007    | Kitt Peak            | Spacewatch             |
| 188927 - | 2007 CM2               | 6 de febrer de 2007    | Kitt Peak            | Spacewatch             |
| 188928 - | 2007 CV2               | 6 de febrer de 2007    | Kitt Peak            | Spacewatch             |
| 188929 - | 2007 CA9               | 6 de febrer de 2007    | Kitt Peak            | Spacewatch             |
| 188930 - | 2007 CJ20              | 6 de febrer de 2007    | Palomar              | NEAT                   |
| 188931 - | 2007 CB25              | 8 de febrer de 2007    | Catalina             | CSS                    |
| 188932 - | 2007 CU28              | 6 de febrer de 2007    | Mount Lemmon         | Mount Lemmon Survey    |
| 188933 - | 2007 CC31              | 6 de febrer de 2007    | Mount Lemmon         | Mount Lemmon Survey    |
| 188934 - | 2007 CC42              | 7 de febrer de 2007    | Palomar              | NEAT                   |
| 188935 - | 2007 CX42              | 7 de febrer de 2007    | Mount Lemmon         | Mount Lemmon Survey    |
| 188936 - | 2007 CD58              | 9 de febrer de 2007    | Catalina             | CSS                    |
| 188937 - | 2007 CW61              | 9 de febrer de 2007    | Catalina             | CSS                    |
| 188938 - | 2007 DO1               | 18 de febrer de 2007   | Eskridge             | Eskridge               |
| 188939 - | 2007 DN2               | 16 de febrer de 2007   | Catalina             | CSS                    |
| 188940 - | 2007 DJ3               | 16 de febrer de 2007   | Catalina             | CSS                    |
| 188941 - | 2007 DT7               | 17 de febrer de 2007   | Calvin-Rehoboth      | Calvin College         |
| 188942 - | 2007 DD8               | 21 de febrer de 2007   | Eskridge             | Eskridge               |
| 188943 - | 2007 DN43              | 17 de febrer de 2007   | Catalina             | CSS                    |
| 188944 - | 2007 DW46              | 21 de febrer de 2007   | Socorro              | LINEAR                 |
| 188945 - | 2007 DT60              | 17 de febrer de 2007   | Catalina             | CSS                    |
| 188946 - | 2007 DX85              | 21 de febrer de 2007   | Mount Lemmon         | Mount Lemmon Survey    |
| 188947 - | 2007 DR86              | 23 de febrer de 2007   | Mount Lemmon         | Mount Lemmon Survey    |
| 188948 - | 2007 EW5               | 9 de març de 2007      | Mount Lemmon         | Mount Lemmon Survey    |
| 188949 - | 2007 EZ6               | 9 de març de 2007      | Mount Lemmon         | Mount Lemmon Survey    |
| 188950 - | 2007 EC31              | 10 de març de 2007     | Kitt Peak            | Spacewatch             |
| 188951 - | 2007 EW57              | 9 de març de 2007      | Palomar              | NEAT                   |
| 188952 - | 2007 EA73              | 10 de març de 2007     | Kitt Peak            | Spacewatch             |
| 188953 - | 2007 EQ80              | 11 de març de 2007     | Kitt Peak            | Spacewatch             |
| 188954 - | 2007 EK114             | 13 de març de 2007     | Mount Lemmon         | Mount Lemmon Survey    |
| 188955 - | 2007 EE127             | 9 de març de 2007      | Catalina             | CSS                    |
| 188956 - | 2007 EO127             | 9 de març de 2007      | Mount Lemmon         | Mount Lemmon Survey    |
| 188957 - | 2007 ES158             | 14 de març de 2007     | Mount Lemmon         | Mount Lemmon Survey    |
| 188958 - | 2007 EX161             | 15 de març de 2007     | Mount Lemmon         | Mount Lemmon Survey    |
| 188959 - | 2007 ED210             | 8 de març de 2007      | Palomar              | NEAT                   |
| 188960 - | 2007 EO211             | 8 de març de 2007      | Palomar              | NEAT                   |
| 188961 - | 2007 ES211             | 8 de març de 2007      | Palomar              | NEAT                   |
| 188962 - | 2007 FP8               | 16 de març de 2007     | Kitt Peak            | Spacewatch             |
| 188963 - | 2007 GQ13              | 11 d'abril de 2007     | Kitt Peak            | Spacewatch             |
| 188964 - | 2007 HV19              | 18 d'abril de 2007     | Kitt Peak            | Spacewatch             |
| 188965 - | 2007 YY56              | 31 de desembre de 2007 | Kitt Peak            | Spacewatch             |
| 188966 - | 2008 AQ101             | 13 de gener de 2008    | Kitt Peak            | Spacewatch             |
| 188967 - | 2008 CW153             | 9 de febrer de 2008    | Kitt Peak            | Spacewatch             |
| 188968 - | 2008 CN183             | 12 de febrer de 2008   | Mount Lemmon         | Mount Lemmon Survey    |
| 188969 - | 2008 DH38              | 27 de febrer de 2008   | Kitt Peak            | Spacewatch             |
| 188970 - | 2008 DD56              | 28 de febrer de 2008   | Kitt Peak            | Spacewatch             |
| 188971 - | 2008 DH58              | 27 de febrer de 2008   | Socorro              | LINEAR                 |
| 188972 - | 2008 EW11              | 1 de març de 2008      | Kitt Peak            | Spacewatch             |
| 188973 - | 2008 EX36              | 3 de març de 2008      | XuYi                 | PMO NEO Survey Program |
| 188974 - | 2008 EB55              | 6 de març de 2008      | Kitt Peak            | Spacewatch             |
| 188975 - | 2008 ET56              | 7 de març de 2008      | Catalina             | CSS                    |
| 188976 - | 2008 EP68              | 7 de març de 2008      | Mount Lemmon         | Mount Lemmon Survey    |
| 188977 - | 2008 EY89              | 11 de març de 2008     | Socorro              | LINEAR                 |
| 188978 - | 2008 ER119             | 9 de març de 2008      | Kitt Peak            | Spacewatch             |
| 188979 - | 2008 EK126             | 10 de març de 2008     | Kitt Peak            | Spacewatch             |
| 188980 - | 2008 FR15              | 26 de març de 2008     | Kitt Peak            | Spacewatch             |
| 188981 - | 2008 FC61              | 29 de març de 2008     | Mount Lemmon         | Mount Lemmon Survey    |
| 188982 - | 2008 FK63              | 27 de març de 2008     | Kitt Peak            | Spacewatch             |
| 188983 - | 2008 FY65              | 28 de març de 2008     | Mount Lemmon         | Mount Lemmon Survey    |
| 188984 - | 2008 FV66              | 28 de març de 2008     | Kitt Peak            | Spacewatch             |
| 188985 - | 2008 FD78              | 27 de març de 2008     | Mount Lemmon         | Mount Lemmon Survey    |
| 188986 - | 2008 FY88              | 28 de març de 2008     | Kitt Peak            | Spacewatch             |
| 188987 - | 2008 FY96              | 29 de març de 2008     | Kitt Peak            | Spacewatch             |
| 188988 - | 2008 GQ36              | 3 d'abril de 2008      | Kitt Peak            | Spacewatch             |
| 188989 - | 2008 GT56              | 5 d'abril de 2008      | Mount Lemmon         | Mount Lemmon Survey    |
| 188990 - | 2008 GF65              | 6 d'abril de 2008      | Kitt Peak            | Spacewatch             |
| 188991 - | 2008 GP72              | 7 d'abril de 2008      | Mount Lemmon         | Mount Lemmon Survey    |
| 188992 - | 2008 GM111             | 7 d'abril de 2008      | Socorro              | LINEAR                 |
| 188993 - | 2008 GS118             | 11 d'abril de 2008     | Catalina             | CSS                    |
| 188994 - | 2008 HH3               | 27 d'abril de 2008     | OAM                  | La Sagra               |
| 188995 - | 2008 HB20              | 26 d'abril de 2008     | Kitt Peak            | Spacewatch             |
| 188996 - | 2008 HE33              | 29 d'abril de 2008     | Kitt Peak            | Spacewatch             |
| 188997 - | 2008 HE37              | 30 d'abril de 2008     | Mount Lemmon         | Mount Lemmon Survey    |
| 188998 - | 2008 HK44              | 27 d'abril de 2008     | Mount Lemmon         | Mount Lemmon Survey    |
| 188999 - | 2008 HG45              | 28 d'abril de 2008     | Kitt Peak            | Spacewatch             |
| 189000 - | 2008 JZ20              | 9 de maig de 2008      | Gaisberg             | R. Gierlinger          |